# 1586 год в науке
В 1586 году произошли различные научные и технологические события, некоторые из которых представлены ниже.

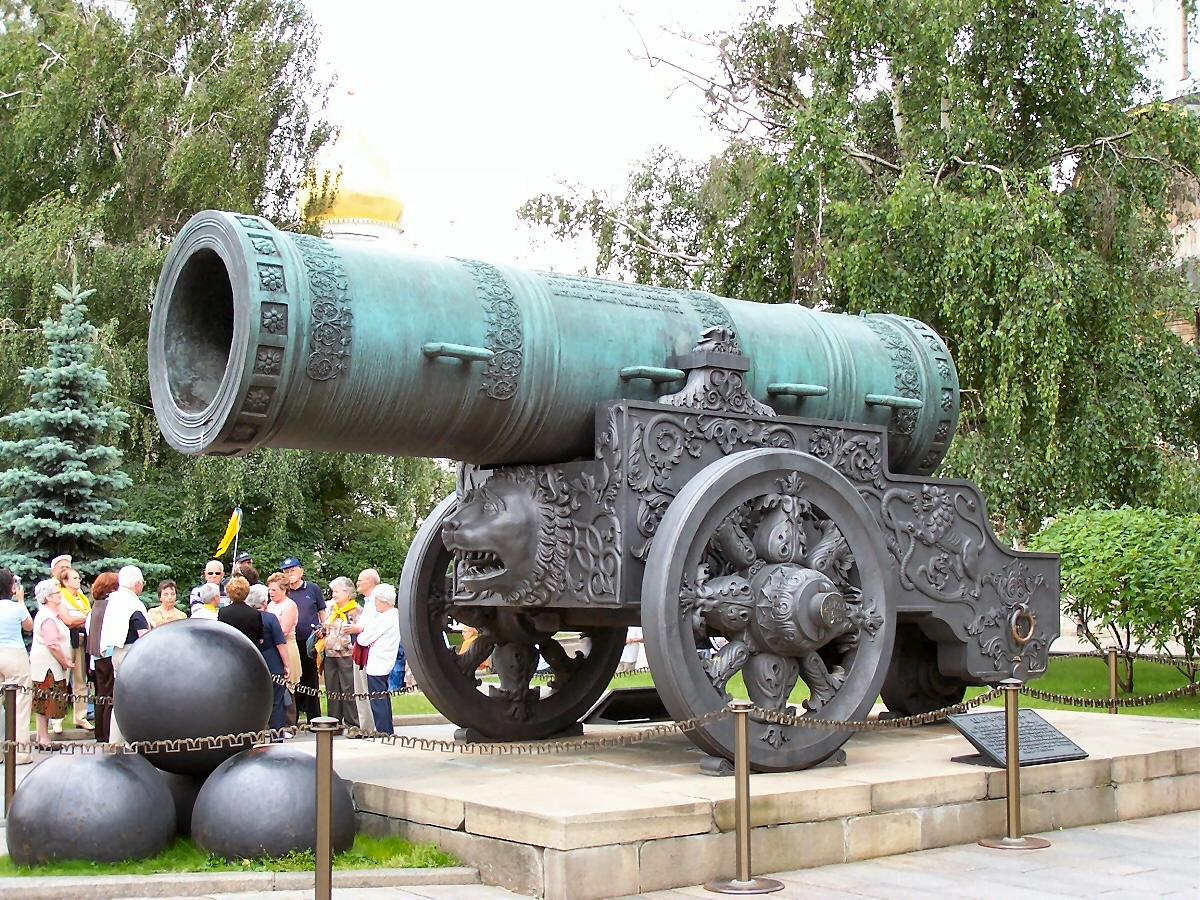
Царь-пушка в Московском Кремле

## События
- Основан первый русский город в Сибири — Тюмень[1]. Город Воронеж основан в 1585 или 1586 году.
- Русским мастером Андреем Чоховым отлита Царь-пушка.

## Публикации
- Франческо Бароцци: Admirandum illud geometricum problema tredecim modis demonstratum quod docet duas lineas in eodem plano designare, трактат о построении параллельных прямых.
- Блез де Виженер: Traicté des chiffres ou secretes manières d'escrire, описан  шифр с автоключом собственного изобретения.
- Раннее произведение 22-летнего Галилея: La Billancetta, описание точных для взвешивания предметов в воздухе или в воде (гидростатические весы)[2].
- Жак Далешан: Historia generalis plantarum. Иллюстрированное описание 2731 растения,
- Симон Стевин:
  - De Beghinselen der Weeghconst
  - De Beghinselen des Waterwichts,
- Людольф Цейлен: Proefsteen Ende Claerder wederleggingh dat het claarder bewij… О квадратуре круга.

## Родились
См. также: Категория:Родившиеся в 1586 году
- 26 февраля — Никколо Кабео, итальянский энциклопедист, критик механики Галилея (ум. в 1650 году).
- 6 декабря — Никколо Дзукки, итальянский астроном (ум. в 1670 году)[3].
- Джон Мэйсон, английский исследователь, основатель и губернатор английской колонии Нью-Гэмпшир (ум. в 1635 году).

## Скончались
См. также: Категория:Умершие в 1586 году
- 9 января — Пауль Виттих, немецкий астроном и математик (род. около 1546 года).
- 29 мая — Адам Лоницер, немецкий ботаник (род. в 1528 году).
- 1 июня — Мартин де Аспилькуэта Наварро, испанский экономист из Саламанкской школы (род. в 1491 году).
- 19 октября — Игнатий Данти, итальянский математик и астроном (род. в 1536 году).